# 過惕生
過 惕生（か てきせい、1907年 - 1989年12月12日）は、中国の囲碁棋士。安徽省徽州府歙県出身。現代中国の初期囲碁界の代表的な棋士で、第1・5回全国囲棋個人戦優勝。聶衛平を育てた。

## 経歴
1927年20歳の時に天津に出て、顧水如により段祺瑞に引き合わされ、上海に移る。1936年から北京に住み、中華人民共和国成立後は北京棋院副院長を務める。1957年に第1回全国囲棋大会に出場して優勝。1960年から始まった日中囲碁交流にも出場。劉棣懐とともに「南劉北過」と呼ばれた。1964年の中国囲棋協会による段位制開始時には、最高段の五段に認定された。

## 主な棋歴
- 全国囲棋個人戦 優勝 1957、62年
- 日中囲碁交流
  - 1961年 （○菊池康郎）
  - 1962年 2-5（×梶原武雄、○竹原金太郎）